# Margaretta Angelica Peale
Pour les articles homonymes, voir Peale.
Margaretta Angelica Peale (1er octobre 1795 - 17 janvier 1882) est une peintre américaine.

## Biographie
Margaretta Angelica Peale est née en 1795 à Philadelphie. Elle est l'une de six enfants de James Peale, peintre et miniaturiste de la famille d'artistes Peale, et de Mary Claypoole Peale. Comme deux de ses sœurs, elle reçoit une éducation artistique de la part de son père. Sa sœur aînée est Anna Claypoole Peale, qui se spécialise dans les miniatures. Sa sœur cadette, Sarah Miriam Peale, est portraitiste et peintre de nature morte,.
Ses oncles et cousins poursuivent également des carrières artistiques.

## Carrière artistique
Margaretta Peale est connue pour ses natures mortes, mais elle peint également des portraits, dont plusieurs sont exposés à l'Université George Washington. Entre 1828 et 1837, ses œuvres sont exposées à l'Académie des Beaux-Arts de Pennsylvanie.
Le style de Margaretta Peale est influencé par celui de son père et de son cousin Raphaelle Peale. Ses arrangements se distinguent néanmoins par leur aspect minimaliste et des tons de fonds plus neutres, qui permettent d'attirer l'attention sur l'objet mis au premier plan.

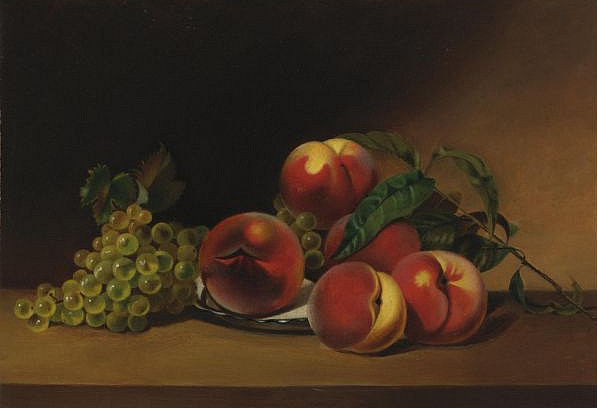
Peaches and Grapes, nature morte, vers 1830.